# Satoru Noda
Satoru Noda (野田 知 Noda Satoru?,  nacido el 19 de marzo de 1969 en Hokkaido) es un exfutbolista japonés que se desempeñaba como centrocampista.
Noda fue elegido para integrar la selección nacional de Japón para los Copa Asiática 1988.

## Trayectoria

### Clubes
| Club             | País  | Año         |
| ---------------- | ----- | ----------- |
| Yokohama Marinos | Japón | 1991 - 1998 |
| Avispa Fukuoka   | Japón | 1999 - 2002 |
| Volca Kagoshima  | Japón | 2003 - 2004 |

## Palmarés

### Títulos nacionales
| Título             | Club             | País  | Año  |
| ------------------ | ---------------- | ----- | ---- |
| Copa del Emperador | Yokohama Marinos | Japón | 1992 |